# Meliboeus cyanipennis
Meliboeus cyanipennis es una especie de escarabajo del género Meliboeus, familia Buprestidae. Fue descrita científicamente por Fairmaire en 1903.